# Edgar Palacios (músico)
Edgar Palacios (7 de octubre de 1940, Loja), es un compositor y trompetista de Ecuador. 
Palacios ha compuesto alrededor de 150 canciones, incluyendo canciones sociales, himnos para instituciones, canciones de marcha para jóvenes, y otro tipo de canciones. Ha grabado 40 álbumes de música clásica ecuatoriana, así como canciones patrióticas. Su  obra principal es la Cantata Popular "Boletín y Elegía de las Mitas" con el poema epónimo de César Dávila Andrade. Ha dirigido cerca de 2,000 conciertos. Uno de sus álbumes más conocidos es la colección de 5 discos titulado Edgar Palacios en Concierto.
Edgar Palacios fue reconocido con el Premio Eugenio Espejo en 2006 por su contribución al patrimonio cultural de Ecuador.